# Escudo de Soria

Escudo de Soria

El escudo de Soria posee la siguiente descripción heráldica:
En campo de gules (rojo), un castillo, de plata, almenado de tres almenas, alineado y mazonado de sable, aclarado de azur (azul) y saliendo de su homenaje un busto de rey coronado de oro y con sus atributos, en su color; bordura de plata cargada con la leyenda siguiente: "Soria Pura Cabeza de Estremadura", escrita con letras de sable.

## Historia
La Muy Noble, Muy Leal y Antiquísima Ciudad de Soria, antañona y linajuda, posee desde época medieval el escudo descrito anteriormente. El testimonio más antiguo que se conserva de su existencia se encuentra en la campana altomedieval de San Gil, hoy iglesia de Santa María de La Mayor, en la que ya se reflejaba el lema o "mote" de la ciudad. A diferencia del escudo que actualmente se tiene como oficial, el rey que ahora aparece en busto sobre la torre del homenaje del castillo, en la campana de San Gil se le representa de cuerpo entero a los pies de este, saliendo por su puerta.
Soria ha venido reflejando en su escudo distintas modificaciones a lo largo de los siglos, que son diferentes representaciones de un mismo significado heráldico. En diferentes monumentos de la ciudad, todavía puede verse cómo el castillo se coloca encima de un puente que representa, sin duda, el puente medieval que todavía se conserva sobre el Duero; puente controlado y defendido por Soria que tuvo la importancia de ser el que unía los antiguos reinos de Castilla, Aragón y Navarra. Esta época se corresponde con una de las de mayor esplendor de la ciudad, cuando Soria y su Tierra constituíanse como frontera entre los reinos. De hecho, Soria perteneció a los tres reinos en diferentes momentos de la Reconquista, quedando definitivamente incorporada al Reino de Castilla bajo el reinado de Alfonso VII el Emperador en 1134, año en el que fallece Alfonso I de Aragón el Batallador.

## Significado del Escudo de Soria
La tradición y los siglos han venido a dar un significado al escudo de la Ciudad en relación con su propia historia y el importante papel que desempeñó en la época de la Reconquista.
De tal forma, el CASTILLO representa al de Soria pues este, al tratarse de una tierra de frontera, se constituye como el verdadero origen de la actual Ciudad. Soria creció y se asentó a los pies de su castillo. Los historiadores afirman que cuando el rey de Aragón Alfonso I el Batallador mandó repoblar Soria a Fortún López en 1109, sólo existía una pequeña fortificación en el cerro que hoy ocupa el castillo. Además se considera que la representación en plata del castillo es símbolo de la LEALTAD de la Ciudad a sus reyes. Por ello ostenta, entre otros, el título de "Muy Leal Ciudad". Y clara muestra de esa lealtad la encontramos en el REY que se coloca, en busto, sobre la torre del homenaje del castillo. Este rey, sin duda, es el monarca castellano Alfonso VIII el de las Navas; vinculado desde niño a la ciudad, pues en ella se crio y gracias a los nobles de la entonces villa de Soria pudo escapar de las pretensiones de su tío Fernando II de León de hacerse con su persona y con su corona. Gracias a los linajes de Soria, y en concreto al caballero Pedro Núñez de Fuentearmegil que sacó al "Rey Niño" a caballo, se mantuvo la independencia de los reinos de Castilla y de León. Por esta noble hazaña, así como por la intervención de los caballeros de Soria en sucesivas guerras, Alfonso VIII otorgó a la entonces villa distintos privilegios, entre los que destacan el "notable" privilegio de los arneses así como el privilegio por el cual los caballeros de Soria sólo podían salir a batalla cuando en ésta participase el Rey y en calidad de defensores de su persona.
El campo de gules sobre el que se coloca el castillo representa la SANGRE derramada por los caballeros de la ciudad en las guerras y batallas en las que participaron; la intervención de los de Soria fue decisiva en batallas como la de Alarcos o la de Las Navas de Tolosa. El 14 de agosto de 1385 todos los sorianos que participaron perecieron en la Batalla de Aljubarrota, a excepción de uno que logró escapar de la contienda y que, al regresar a Soria ufano de haber salvado la vida, fue muerto de manos de su propio padre por considerarse deshonrada la lealtad de los sorianos al haber huido. A aquellas gentes se las conoce en Soria, desde entonces, como los "leales de Aljubarrota".
Una vez descrito el escudo en sí, hay que tratar acerca de su lema o mote, que se coloca también sobre plata y que consta de dos partes, la primera "SORIA PVRA" y la segunda "CABEÇA DE ESTREMADVRA". La parte que define a Soria como "pura" históricamente se identifica con la nobleza de la ciudad o con la "pureza de su sangre". Los Linajes de la ciudad, que en su origen no se limitaban a los Doce Linajes que conocemos actualmente, decían pertenecer a importantes familias o estirpes cargadas de nobleza, cuando entonces la nobleza se determinaba por el valor en el manejo de las armas. Estos linajes o casas pretendían descender de importantes caballeros, como es el caso del de los Salvadores (que para mayor inri es doble) que afirmaban descender de parientes de El Cid Campeador. Quizá más exagerada fue la pretensión del linaje de Santa Cruz, que pretendía descender del caudillo numantino Megara. Quizá estas y otras pretensiones de rancio abolengo de los linajes de Soria fueran en muchos casos fantasiosas, pero lo que sí es cierto es que el lema "Soria pura" ya figuraba en el escudo de la ciudad en la época altomedieval, con lo cual sí puede afirmarse que los linajes sorianos estaban revestidos de importante nobleza. Así mismo y por ello, la ciudad de Soria también ostenta el título de "muy noble".
Por último, la parte del lema correspondiente a la CABEZA DE EXTREMADURA viene a significar que la ciudad fue la población cabeza o principal de aquellas tierras de frontera en la época medieval. Dicho título de CABEZA sigue conservándose en la actualidad, pues Soria sigue siendo la cabeza de su tierra y capital de la provincia homónima. A muchos forasteros sorprende el hecho de que a esta tierra se le denominase en un tiempo como "estremadura", motivados quizá por la existencia en la actualidad de una Comunidad Autónoma con el nombre de Extremadura y que se encuentra muy alejada de Soria. Algunos quisieron identificar esta denominación en los ganados trashumantes, pues la cabaña ganadera de Soria fue de las más importantes en su época, y se dirigían desde ahí los ganados hacia tierras más al sur en busca de pastos, entre ellas la actual Extremadura. Pero nada más lejos de esta absurda pretensión, pues el nombre de "estremadura" del escudo viene impuesto por la denominación que se le adjudicaba a las tierras reconquistadas a los moros por los reyes cristianos que se constituían en frontera con ellos. Así, la extremadura castellana hubo un tiempo que coincidió con el actual territorio de la provincia de Soria; del mismo modo que la actual Extremadura lo fue en tiempo de la reconquista "estremadura" del Reino de León.